# Venus Anadyomene (Kortrijk)

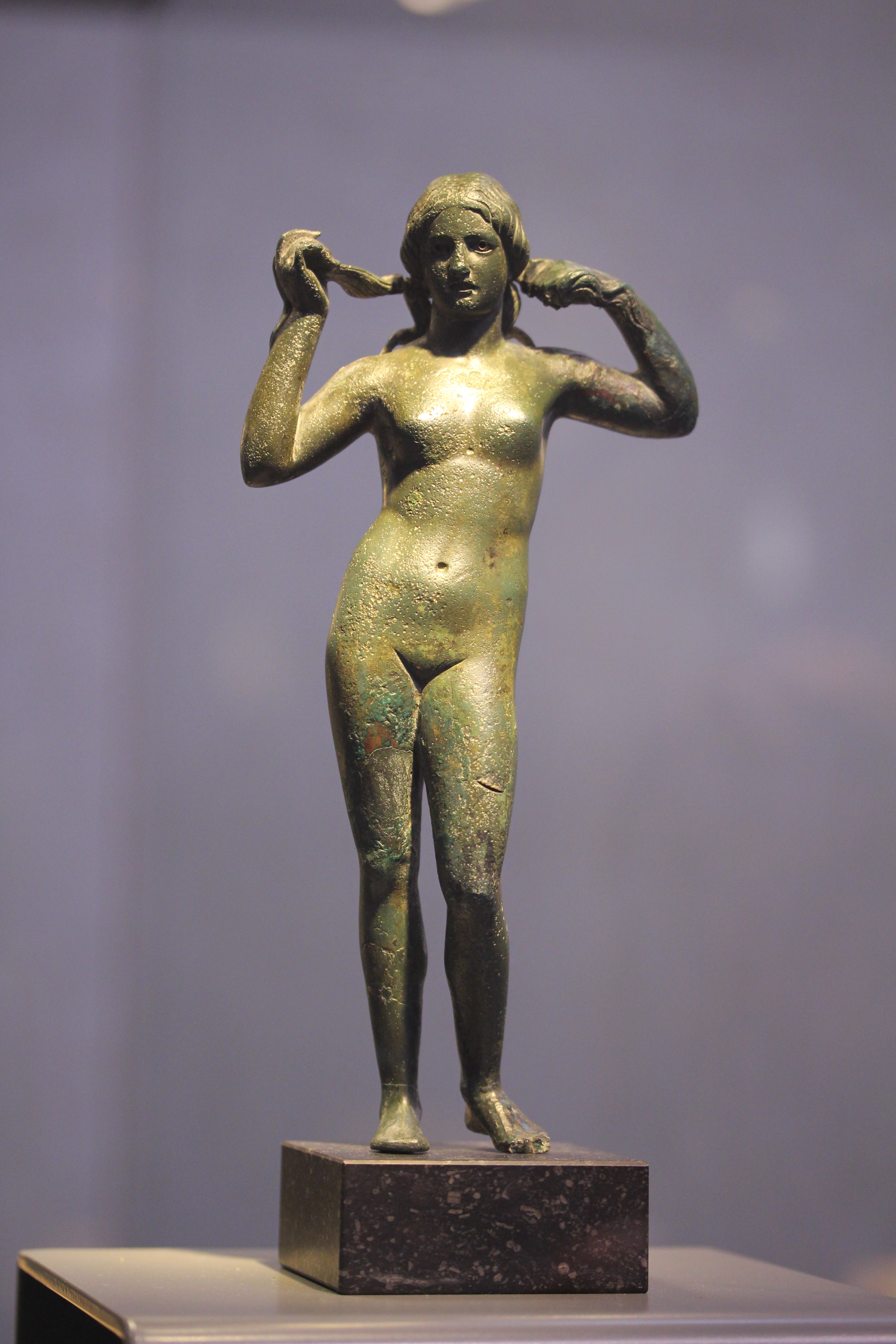
De Venus Anadyomene in Mariemont

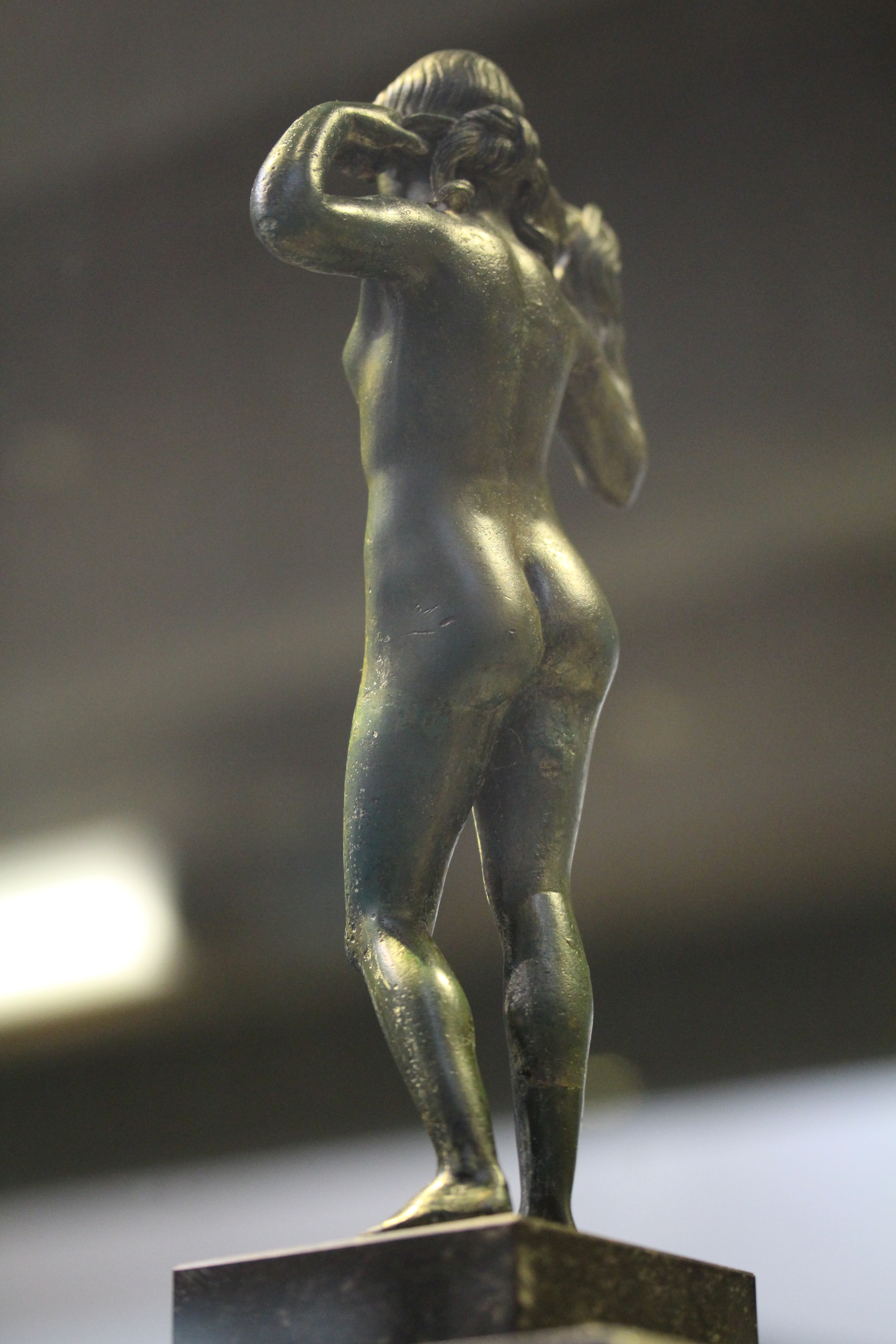
Achterkant

Venus Anadyomene is een bronzen beeld gevonden in Kortrijk en bewaard in het Musée royal de Mariemont (inv. G.59-515). Het is een Romeins werk uit het einde van de eerste of het begin van de tweede eeuw n.Chr.

## Vondst en bewaring
Begin februari 1913 stootten bouwvakkers die funderingen voor een huis in de Minister Liebaertlaan groeven op 1,8 m diepte op het beeld. Naar later bleek waren ze aan het werken in de tuin van een voormalig Romeins huis. Bouwheer De Jongh verkocht het Venusbeeld nog datzelfde jaar aan Raoul Warocqué, die zijn collectie bij testament omvormde tot museum. Behoudens enkele beschadigingen was het beeld in uitstekende staat. Een restauratie voegde de ontbrekende rechtervoet toe en herstelde beschadigingen aan rug en rechterdij.

## Beschrijving
Het beeld is 24 cm hoog en gegoten in massief brons. De ogen zijn ingelegd met zilver en vermoedelijk waren de lippen oorspronkelijk verhoogd met rood. Door de verfijnde compositie en uitvoering voelt de figuur monumentaal aan, ondanks de kleine afmetingen. Het vrouwelijk naakt stelt Venus Anadyomene voor, de liefdesgodin die is geboren uit de golven en het water uit haar lange haar wringt. Het is opgebonden in een knot, behalve twee lokken die vrij over de schouders vallen en twee andere die ze vastheeft. Ze heeft smalle heupen en kleine borsten. De bevallige pose is enigszins uitgerekt.
De kwaliteit van het werk sluit lokale productie uit. Wellicht heeft een Romein uit Cortoriacum het ingevoerd uit Italië of uit Gallia Narbonensis om het op te stellen in zijn tuin. Faider-Feytmans dateerde het werk aan het einde van de eerste of het begin van de tweede eeuw n.Chr. en duidde het als een Romeinse kopie naar een klassiek-Grieks origineel. Despriet situeert het eerder in de tweede eeuw en heeft het over een hellenistisch werk.